# Loxospermum
Loxospermum là một chi thực vật có hoa trong họ Đậu.